# کولایه
کولایه (به چکی: Kolaje) یک منطقهٔ مسکونی در جمهوری چک است که در ناحیه نیمبورک واقع شده‌است. کولایه ۱٫۵۹ کیلومتر مربع مساحت و ۸۵ نفر جمعیت دارد.